# Richard Russo
Pour les articles homonymes, voir Russo.
Richard Russo, né le 15 juillet 1949 à Johnstown, est un écrivain américain.

## Biographie
Richard Russo a grandi près de Gloversville, dans l'État de New York. Il a obtenu un doctorat de philosophie en 1979 et un Master of Fine Arts en 1980 à l'Université d'Arizona. Il a été professeur de littérature avant de se consacrer à l'écriture.
En 2002, son roman intitulé Le Déclin de l'empire Whiting (Empire Falls) a été récompensé par le prix Pulitzer. 
En 1998, Russo a coécrit le scénario du film L'Heure magique avec le réalisateur Robert Benton, qui a également adapté et réalisé son roman Nobody's fool. Le film qui en est tiré est interprété notamment par Paul Newman.
Russo a écrit pour HBO le scénario de la série télévisée Empire Falls, adaptée de son roman du même nom. En 2005, il retrouve Robert Benton pour le film Faux Amis, dont il a écrit le scénario.
Il vit et écrit dans le Maine avec sa femme Barbara. Ils ont eu deux filles, Kate et Emily.

En novembre 2017, Richard Russo a reçu le Grand prix de littérature américaine pour son roman À malin, malin et demi.

## Œuvres

### Romans
- Un homme presque parfait, 1995 ((en) Nobody's Fool, 1993)
- Un rôle qui me convient, 1998 ((en) Straight Man, 1997)
- Le Déclin de l'empire Whiting, 2002 ((en) Empire Falls, 2001)  (ISBN 2-912517-28-1)Prix Pulitzer de la Fiction
- Quatre saisons à Mohawk, 2005 ((en) The Risk Pool, 1988)
- Le Pont des soupirs, 2008 ((en) Bridge of Sighs, 2007)
- Les Sortilèges du Cap Cod, 2010 ((en) That Old Cape Magic, 2009)
- Mohawk, 2011 ((en) Mohawk, 1986)
- À malin, malin et demi, 2017 ((en) Everybody's Fool, 2016)
- Et m*** !, Éditions de La Table ronde, 2020
- Retour à Martha's Vineyard, 2020 ((en) Chances are…, 2019)
- Le Testament de Sully, 2025 ((en) Somebody's Fool, 2023)

### Recueils de nouvelles
- Le Phare de Monhegan, 2004 ((en) The Whore's Child and Other Stories, 2002)
- Trajectoire, 2018 ((en) Trajectory, 2017)

### Mémoires et essai
- Ailleurs, 2013 ((en) Elsewhere: A Memoir, 2012)
- (en) The Destiny Thief: Essays on Writing, Writers and Life, 2018

## Adaptations

### Au cinéma
- 1994 : Un homme presque parfait de Robert Benton

### Á la télévision
- 2005 : Empire Falls : mini-série en 2 épisodes, dirigée par Fred Schepisi avec Ed Harris, Philip Seymour Hoffman, Helen Hunt, Paul Newman, Robin Wright diffusée sur la chaîne de télévision HBO .